# Hass Mosa
Pour les articles homonymes, voir Mosa.
 (février 2021).
Si vous disposez d'ouvrages ou d'articles de référence ou si vous connaissez des sites web de qualité traitant du thème abordé ici, merci de compléter l'article en donnant les références utiles à sa vérifiabilité et en les liant à la section « Notes et références ».
Hass Mosa, né Hassane Abdoul-Madjid, est un auteur-compositeur-interprète, chanteur et musicien français de reggae comorien.

## Biographie
Hass Mosa est originaire de l'île d'Anjouan située dans l'archipel des Comores. Son adolescence est marquée par les coups d'états et la dictature dans l'État comorien.
Il arrive en France dans les années 80, à l'âge de 19 ans.
Il accompagne plusieurs groupes de reggae et de percussions jusqu'en 1985 : Djimbo, Baba Cool and the Wanted, Ayoka. En 1986, il sort son premier vinyle, Haylelehoya. Son deuxième album Salina salipo sort en 1991. Ce titre fétiche dédié aux enfants, lui vaut la reconnaissance de son peuple, portant même l'expression « prwapwari ndéli pwapwari, mwégné mwégné » dans le langage populaire Anjouanais[pas clair].
En 1993, il crée le groupe "Djama" qu'il va emmener dans une aventure internationale après une révélation au Printemps de Bourges. Ils se produiront à travers plus de 800 concerts et festivals[réf. nécessaire].
En 2006, Hass Mosa décide de continuer en solo. Son 10e album, Changer, sorti en 2009, est un mélange de reggae-pop africain.
Il chante aussi bien en français qu'en swahili.

### Influences
Hass Mosa se dit inspiré par Martin Luther King, Nelson Mandela, Bob Marley, et le Mahatma Gandhi.

## Engagements
Il se mobilise l'union entre les peuples, et souhaite par sa musique attirer l'attention sur l'ancienne colonie française des Comores, afin que « Comoriens, Africains et Français arrivent à s'entendre, en maîtrisant mieux leur histoire ».

## Galerie

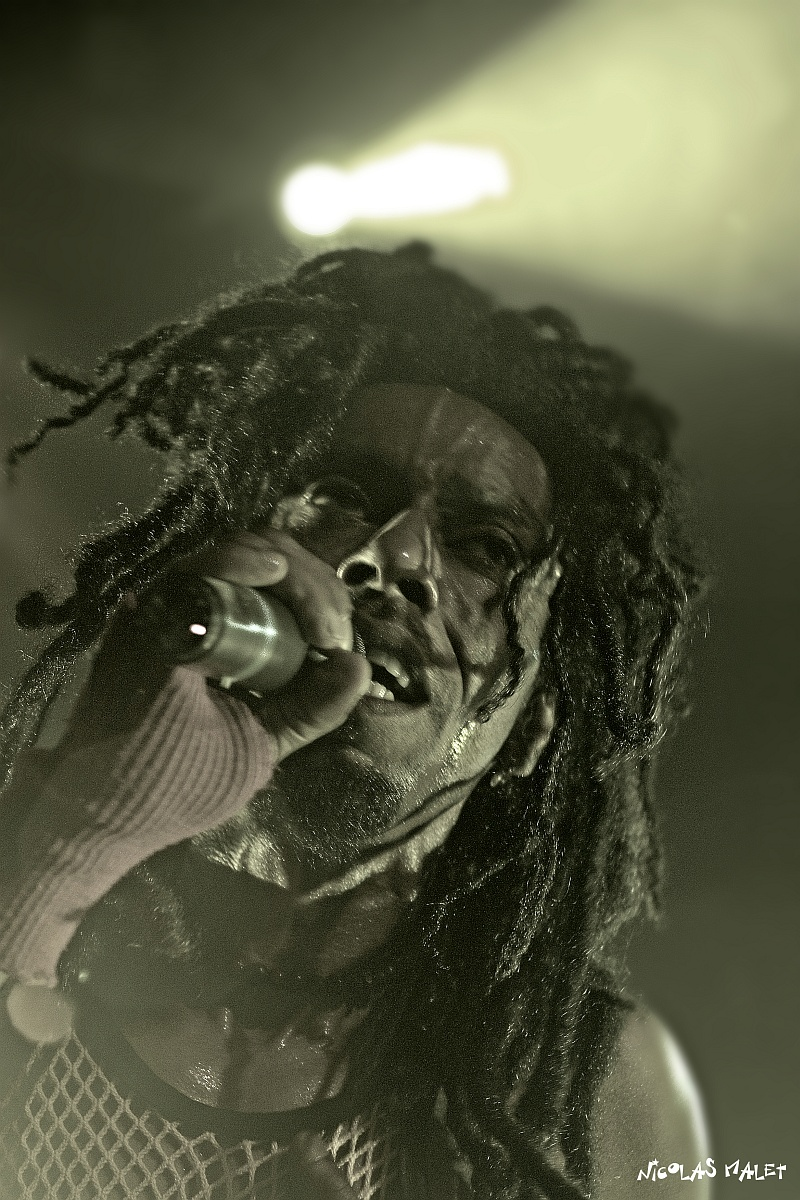
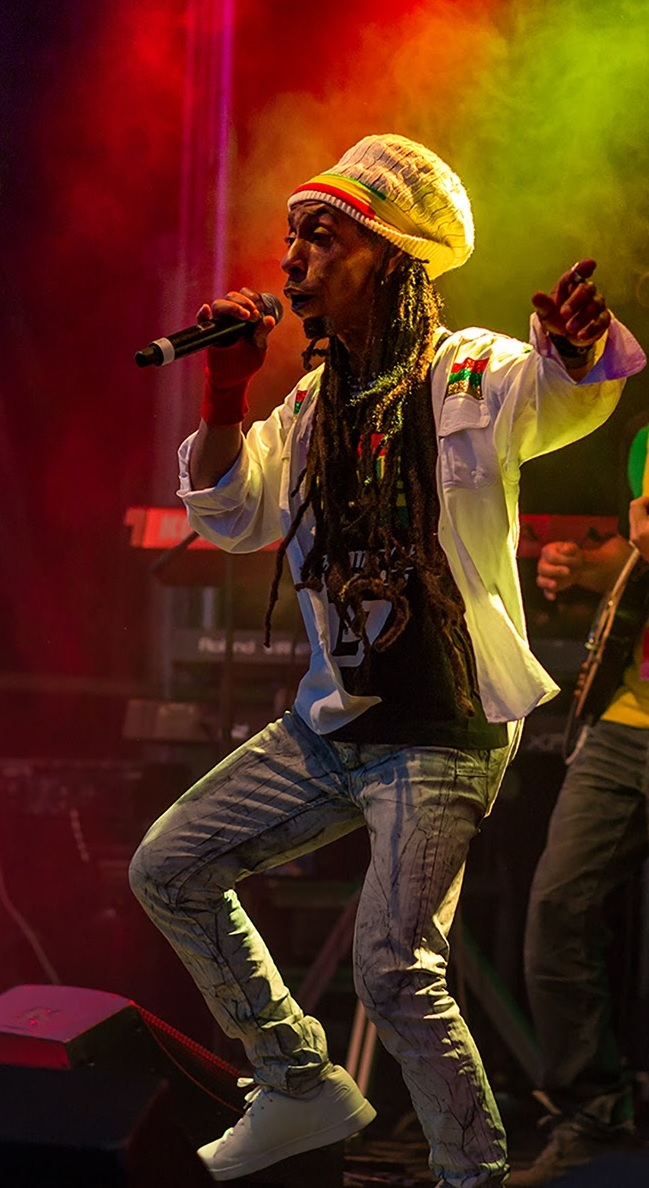
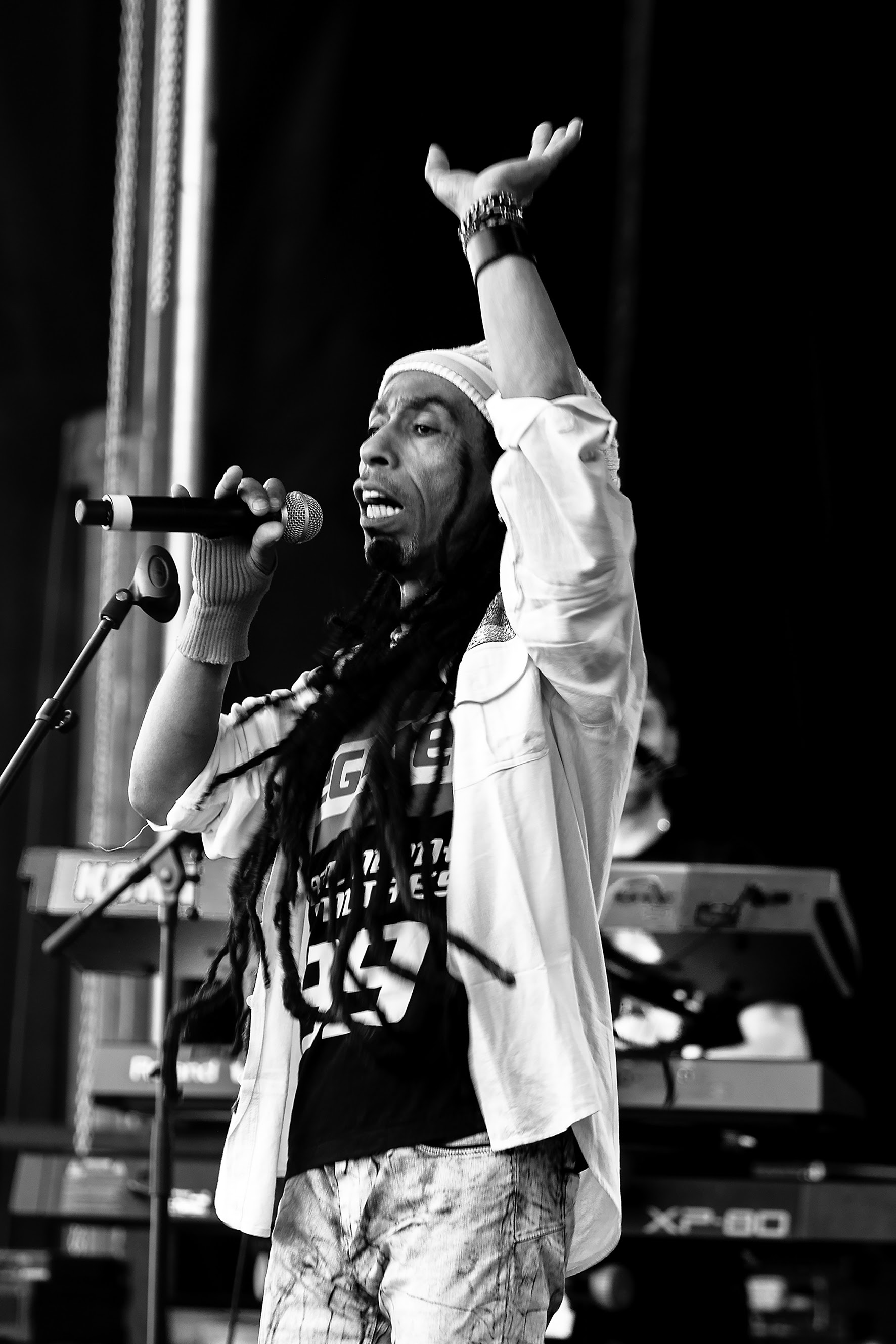
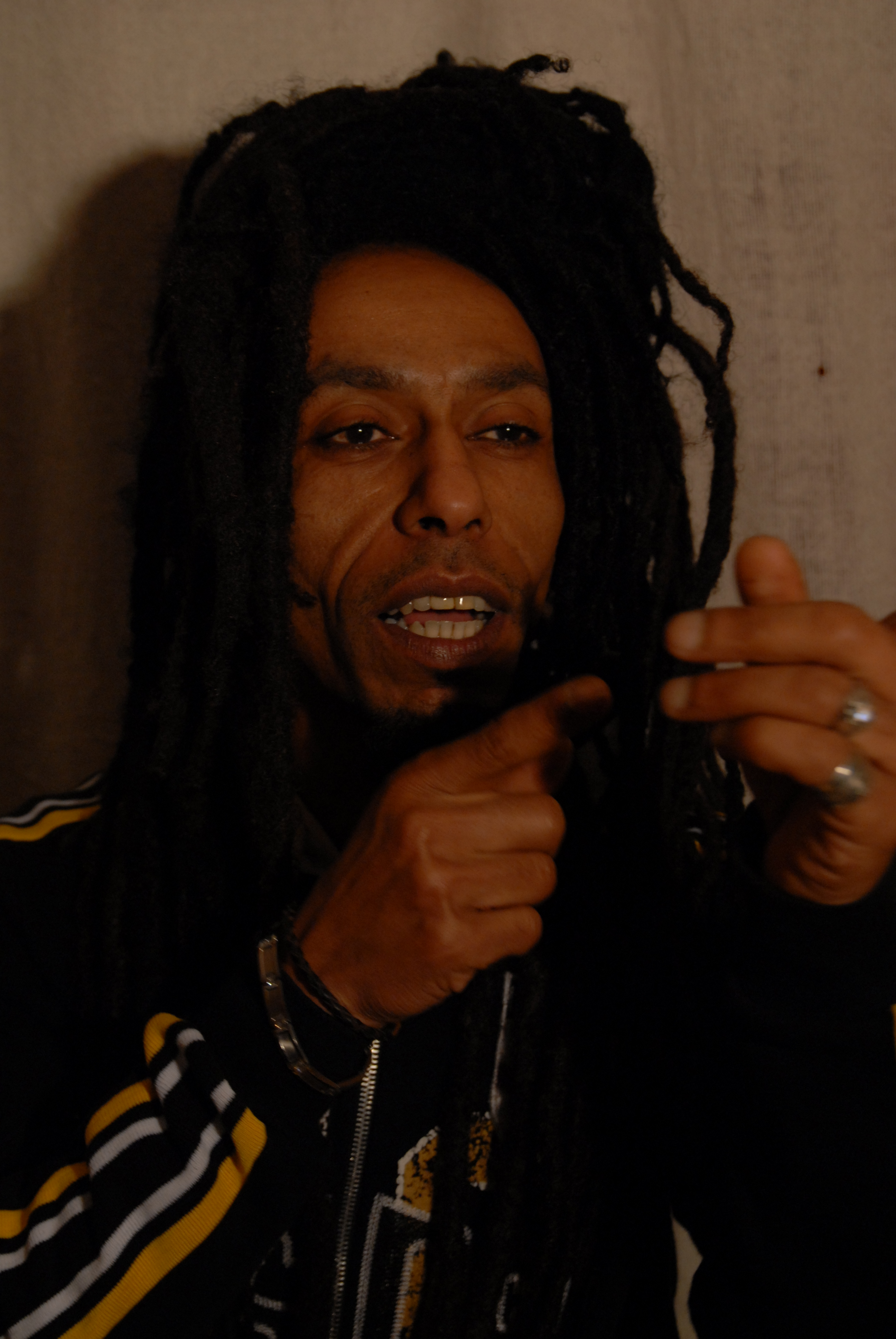